# Gallery
Gallery – debiutancki album muzyczny niemieckiego trio Elaiza wydany 28 marca 2014 roku nakładem wytwórni Heart of Berlin. Producentami płyty zostali Ingo Politz i Frank Kretschmer, który współtworzył muzykę i tekst do większości piosenek razem z Adamem Kesselhautem oraz wokalistką grupy, Elżbietą Steinmetz.
Album promowały single: „Is It Right”, z którym zespół reprezentował Niemcy podczas 59. Konkursu Piosenki Eurowizji w 2014 roku, „Fight Against Myself”, „I Don’t Love You” oraz „Green”.

## Konspekt
Zespół rozpoczął pracę nad materiałem na pierwszą płytę w marcu 2013 roku. Zrealizował wówczas nagrania swojej pierwszej płyty zatytułowanej March 28, która została nagrana metodą direct-to-disk recordings i wydana w prawie 3 tys. egzemplarzach. We wrześniu grupa zdecydowała się wydać oficjalny, debiutancki album studyjny.

## Nagrywanie
Autorką muzyki i tekstów wszystkich utworów z Gallery jest Elżbieta Steinmetz, wokalistka grupy mająca polsko-ukraińskie korzenie. W tworzeniu materiału pomagali jej Adam Kesselhaut i Frank Kretschmer, który odpowiadał razem z Ingo Politzem, za produkcję płyty. Masteringu całości dokonał Robin Schmidt.

## Przyjęcie przez krytykę
Niedługo po premierze album spotkał się z pozytywnym odbiorem krytyków i recenzentów muzycznych. Sergiusz Królak z portalu JazzSoul.pl opisał płytę jako pełną „artystycznych, dynamicznych (...), a także nieco spokojniejszych propozycji”, a sam materiał jako „przemyślaną produkcję z chwytliwą melodią oraz niegłupią warstwą tekstową”. Rory Gannon z ESC Views przyznał, że „album zachowuje miłą równowagę między popem a folkiem”. Angus Quinn z WiWiBloggs.com uznał, że piosenki z Gallery są „przyjemne”. Josephien Albrecht z portalu Ampya przyznała, że materiał z albumu „przenosi słuchacza do Disneylandu”, a jednocześnie „porusza poważne problemy emocjonalne, takie jak przedwczesna śmierć ojca czy problemy sercowe”.

## Lista utworów
Spis utworów sporządzono na podstawie materiału źródłowego.
| Nr  | Tytuł                  | Autorzy tekstów                                       | Producenci                    | Czas |
| --- | ---------------------- | ----------------------------------------------------- | ----------------------------- | ---- |
| 1.  | „Fight Against Myself” | Elżbieta Steinmetz, Frank Kretschmer, Adam Kesselhaut | Frank Kretschmer, Ingo Politz | 3:25 |
| 2.  | „I Don’t Love You”     | Steinmetz, Kretschmer, Kesselhaut                     | Kretschmer, Politz            | 4:06 |
| 3.  | „Green”                | Steinmetz, Kretschmer, Kesselhaut                     | Kretschmer, Politz            | 3:55 |
| 4.  | „Is It Right”          | Steinmetz, Kretschmer, Kesselhaut                     | Kretschmer, Politz            | 3:39 |
| 5.  | „Goodbye”              | Steinmetz, Kretschmer, Kesselhaut                     | Kretschmer, Politz            | 3:43 |
| 6.  | „Thank You”            | Steinmetz, Kesselhaut                                 | Kretschmer, Politz            | 4:17 |
| 7.  | „Lemonade”             | Steinmetz, Kretschmer, Kesselhaut                     | Kretschmer, Politz            | 4:59 |
| 8.  | „Circle of Life”       | Steinmetz, Kretschmer, Kesselhaut                     | Kretschmer, Politz            | 4:00 |
| 9.  | „Without”              | Steinmetz, Kretschmer                                 | Kretschmer, Politz            | 3:26 |
| 10. | „Miracle”              | Steinmetz, Kretschmer, Kesselhaut                     | Kretschmer, Politz            | 4:09 |
| 11. | „Cinderella”           | Steinmetz, Ashley Hicklin                             | Kretschmer, Politz            | 4:40 |
| 12. | „Invisible Line”       | Steinmetz, Kretschmer                                 | Kretschmer, Politz            | 5:14 |

## Notowania na listach przebojów
| Kraj   | Lista (2014) | Najwyższe miejsce |
| ------ | ------------ | ----------------- |
| Niemcy | Album Top 50 | 24                |